# Fabiana densa
Fabiana densa Remy,  checal, tola, tolilla, tara, pichana,   es una especie fanerógama perteneciente a la subfamilia Petunioideae, incluida en la familia de las solanáceas. Es endémica de Argentina y Bolivia.

## Descripción
Fabiana densa es un arbusto que alcanza un tamaño de hasta 1 m de altura. Se caracteriza por sus raíces, el follaje denso y los pelos glandulares. Las flores están en las partes superiores de las ramas y son de 3 a 5,7 mm de largo, el tubo de cáliz está en la base de forma de urna. La corola está en forma de embudo, que mide 10 al 13 (raro 13,5) mm, tiene a menudo rayas rojas o púrpuras en un fondo amarillo. El fruto es una cápsula de 6 a 7 mm y las semillas tienen un tamaño de aproximadamente  1.5 × 0,5 mm.

## Distribución
La especie se encuentra en las regiones biogeográficas "altoandina" y "puneña" en los departamentos de Bolivia, de La Paz, Oruro y Potosí, y en el noroeste de Argentina, en las provincias de Jujuy, Salta, Catamarca y Tucumán. Crece en altitudes de 2800-4300 metros.

## Taxonomía
Fabiana densa fue descrita por Esprit Alexandre Remy y publicado en Annales des Sciences Naturelles, Botanique 8: 227, en el año 1847.
Etimología
Fabiana: nombre genérico otorgado en honor de Francisco Fabián y Fuero (1719-1801), arzobispo de Valencia (1773-1794), y patrono de la botánica.
densa: epíteto latíno que significa "densa", en referencia a su follaje.
Sinonimia
- Fabiana clarenii Dammer[3]